# Wubei Zhi
Il Wubei Zhi (武備志T, 武备志S,  wǔbèizhìP,   wu pei chiW, lett. "Trattato sugli Equipaggiamenti Militari"), in giapponese Bubishi, è considerato il libro militare più completo nella storia cinese. Fu scritto nel 1621 da Mao Yuanyi (茅元儀, 1594-1640), un ufficiale della marina dell'epoca della Dinastia Ming. Questo libro contiene 240 volumi per un totale di 200.000 caratteri che ne fanno il libro più lungo mai pubblicato in Cina a proposito di argomenti militari.

## Struttura
Il Wubei Zhi si compone di cinque sezioni: 
- 1- Bing Jue Ping, cioè  Commento sui trucchi dei soldati  (兵訣評T, 兵诀评S,  bīngjuépíngP,   ping chue p’ingW). Questa sezione descrive teorie militari dell'epoca della Dinastia Zhou Orientale;
- 2- Zhanlue Kao, cioè Esame della strategia  (戰略考T, 战略考S,  zhànlüèkǎoP,  chan lue k’ao W). Questa parte descrive oltre 600 specifici esempi di battaglie avvenute tra l'epoca della Dinastia Zhou Orientale e l'epoca della Dinastia Yuan. Tra queste alcuni esempi di scontri in cui un nemico più numeroso e meglio armato viene sconfitto: la Battaglia di Maling (馬陵之戰) avvenuta durante il Periodo dei regni combattenti tra lo stato di Qi e quello di Wei; la battaglia delle scogliere rosse, avvenuta tra il 208 ed il 209 a.C. tra Liu Bei e Cáo Cāo;
- 3- Zhen Lian Zhi, cioè Sistema per allenare gli schieramenti di battaglia  (陣練制T, 阵练制S,  zhènliànzhìP,  chen lien chi W). Questa sezione introduce differenti metodi di addestramento delle truppe inclusa Fanteria, Cavalleria e Carri da Guerra;
- 4- Jun Zi Cheng, cioè Investire nei carri militari  (軍資乘T, 军资乘S,  jūnzīchéngP,  chun ci ch’eng W). Questa sezione si divide in 65 categorie, che vanno a coprire vari contenuti come il Marciare, l'accampamento, la disposizione tattica delle truppe, la trasmissione degli ordini, l'attacco e la difesa delle città, l'approvvigionamento del cibo, delle armi, le cure ed il mantenimento della salute, i trasporti, solo per citarne alcuni;
- 5- Zhan Du Zai, cioè  Mettere in atto l'occupazione di un territorio  (占度載T, 占度载S,  zhāndùzàiP,  chan tu cai W). In questa sezione , l'autore introduce gli aspetti delle condizioni del tempo e le caratteristiche geografiche che sono collegate alle metodologie di Guerra.